# Disease
"Disease" é uma canção gravada pela cantora e compositora estadunidense Lady Gaga. Foi lançada em 25 de outubro de 2024 pela gravadora Interscope Records, como o primeiro single de seu oitavo álbum de estúdio Mayhem (2025). A canção foi composta e produzida pela artista e por Andrew Watt com Cirkut, enquanto Michael Polansky a co-escreveu.
Musicalmente, "Disease" é uma canção de dark pop, electropop, dance-pop e EDM. A letra de "Disease" fala sobre a capacidade do amor de curar a doença de um amante. A canção recebeu críticas positivas dos críticos de música.

## Antecedentes e lançamento
Gaga falou pela primeira vez sobre a canção quando celebrava seu 38º aniversário em 28 de março de 2024, dizendo que estava "escrevendo algumas das melhores músicas de que se lembra" e postou outra atualização de um estúdio de gravação em julho de 2024. Após o lançamento de "Die with a Smile", uma colaboração com o cantor americano Bruno Mars, em 16 de agosto, a estreia de seu filme Joker: Folie à Deux, com Joaquin Phoenix, e apenas quatro semanas após o lançamento do álbum acompanhante do filme, Harlequin, ela anunciou o lançamento do lead single de seu próximo álbum de estúdio em outubro do mesmo ano.
Em 18 de outubro de 2024, as plataformas de streaming atualizaram a discografia de Gaga com sete faixas diferentes de sete álbuns para formar a palavra "disease", insinuando um projeto futuro. Três dias depois, o lançamento do single foi confirmado por sua gravadora através de um site de pré-salvamento. O site enigmático apresentava um erro na frase "I could play the doctor" contra uma tela preta. Junto com o anúncio, Gaga também revelou letras da música e o logotipo oficial. Gaga compartilhou um cartaz promocional junto com datas de lançamento globais e o horário exato em sua conta no Twitter naquele mesmo dia.

## Recepção da crítica
| Críticas profissionais | Críticas profissionais |
| Pontuações agregadas   | Pontuações agregadas   |
| Fonte                  | Avaliação              |
| ---------------------- | ---------------------- |
| AOTY                   | 88/100                 |
| Avaliações da crítica  |                        |
| Fonte                  | Avaliação              |
| Clash                  | 9/10                   |
| The Guardian           | [ 12 ]                 |
| The Independent        | [ 13 ]                 |
| Evening Standard       | [ 14 ]                 |

"Disease" recebeu aclamação da crítica. Robin Murray do Clash descreveu que Gaga era "uma cura caótica em um mundo pop sombrio e pandêmico" avaliando a música com um 9 de 10. Alexa Camp da Slant Magazine elogiou "Disease" descrevendo como a música entregou sentimento estaticos de músicas de álbuns antigos de Gaga como The Fame Monster (2009) e Born This Way (2011). Roisin O'Connor do The Independent avaliou positivamente avaliando com uma nota 4 de 5. India Block do Evening Standard com sua review positiva deu a música 5 de 5, observando a como "um caso terrível de 'vermes de ouvido' (ou seja, uma canção que fica na cabeça), que comandam seu cérebro depois de apenas uma audição".

### Música e letra
Jornalistas acharam "Disease" tematicamente semelhante aos singles de Gaga "Bad Romance" (2009) e "The Cure" (2017)".

## Histórico de lançamento
| Região | Data                  | Formato(s)                 | Gravadora(s) | Ref.   |
| ------ | --------------------- | -------------------------- | ------------ | ------ |
| Vários | 25 de outubro de 2024 | Digital download streaming | Interscope   | [ 20 ] |